# Charles Davers (6e baronnet)
Sir Charles Davers, 6e baronnet (4 juin 1737 - 4 juin 1806) est un officier et homme politique britannique qui siège à la Chambre des communes de 1768 à 1802. 

## Biographie
Il est le deuxième fils survivant de Sir Jermyn Davers, quatrième baronnet, député et de Margaretta Green . Il fait ses études à Rushbrooke Hall dans le Suffolk, à King Edward VI School (Bury St Edmunds) et au Trinity College, Cambridge, où il obtient son diplôme en 1755. Il entreprend ensuite le Grand Tour . 

## Carrière
Il devient officier de l'armée britannique en 1758 et est intégré au 44e (East Essex) régiment d'infanterie. Il sert en Amérique du Nord pendant la guerre de Sept Ans. En janvier 1761, il est promu au grade de capitaine alors qu'il est au service du 99e régiment d'infanterie. Il est placé en garnison en Irlande en 1766 et promu major . 
En 1763, il hérite du titre de baronnet et des domaines de son frère . Aux élections générales de 1768, il est élu député de Weymouth. Aux élections générales de 1774, il est réélu député de Bury St Edmunds. Il occupe son siège à la Chambre des communes en raison de son alliance personnelle étroite avec Augustus FitzRoy (3e duc de Grafton). Celui-ci l'encourage à se présenter à Bury aux dépens du beau-frère de Davers, Frederick Hervey (4e comte de Bristol). Davers se rallie publiquement à William Pitt le Jeune, mais n'est pas devenu whig et conserve son indépendance . 

## Vie privée
Il vit à Rushbrooke Hall avec Frances Treice, avec qui il a cinq fils et trois filles illégitimes . La rumeur dit qu'il a épousé Mlle Coutts, la fille d'un planteur, en Amérique tout en servant dans l'armée, et a un fils, Rushbrook. 
À sa mort en 1806, il est enterré à l'église St Nicholas de Rushbrooke. Il laisse ses terres à son neveu, Frederick Hervey (1er marquis de Bristol), et son titre de Baronnet s'éteint. 